# Скинень
Скинень (рум. Schineni) — село в Молдові у Сороцькому районі. Адміністративний центр однойменної комуни, до складу якої також входить село Новий Скинень.

## Історія
За даними етнографічної експедиції 1869—1870 років під керівництвом Павла Чубинського, у селі здебільшого проживали українці, населення розмовляло лише українською мовою.